# Гуаш

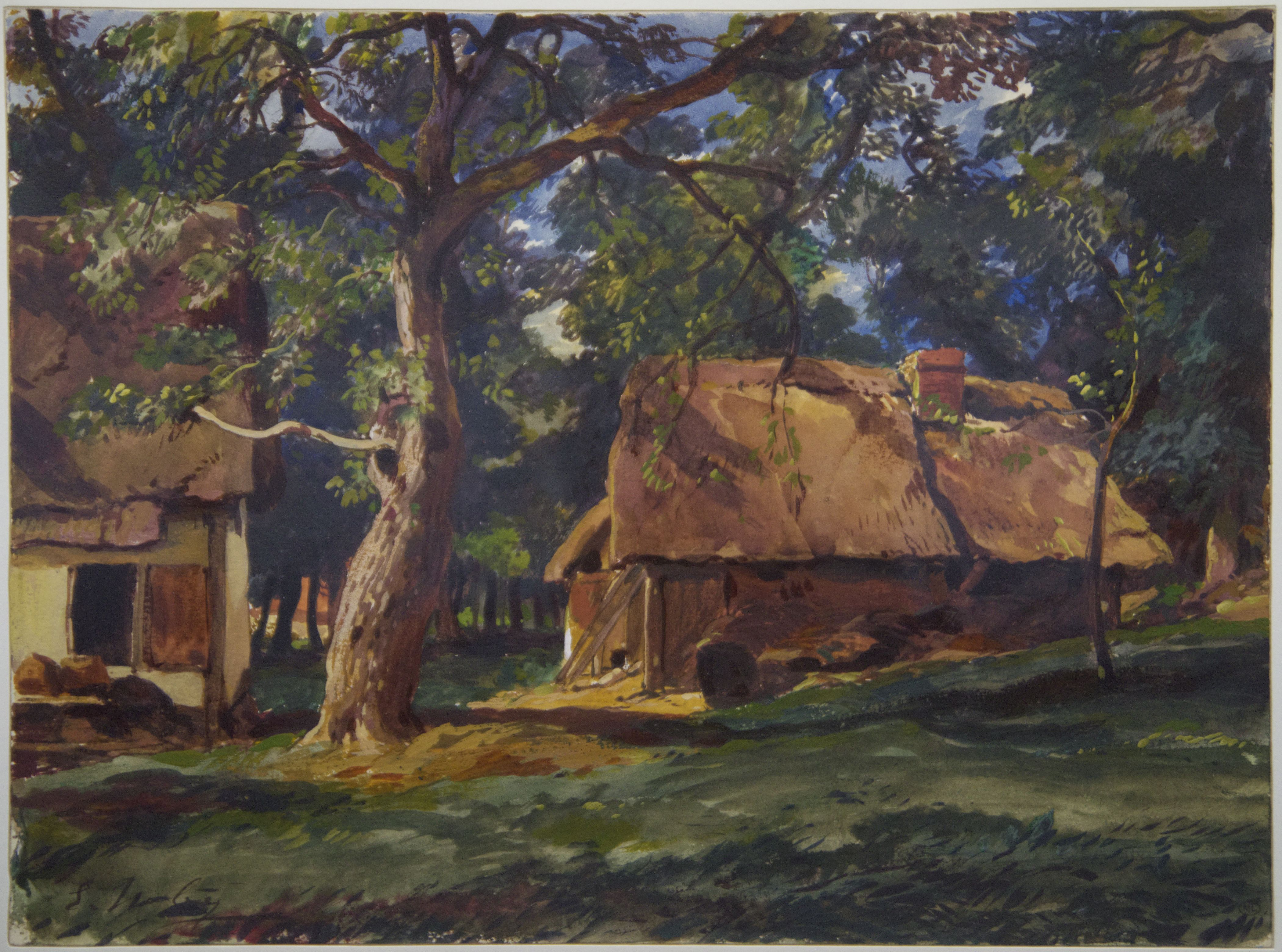
Пейзаж Луї-Габріеля-Ежена Ізабе, виконаний гуашшю

Гуа́ш (фр. Gouache, італ. guazzo — водяна фарба) — різновид водорозчинних фарб, які на відміну від акварелі — непрозорі через домішки крейди, свинцевих білил чи каоліну. Це досить щільні, але недостатньо міцні фарби, і при нанесенні товстим шаром осипаються, не мають блиску.
Гуа́шами також називають художні твори, виконані з застосуванням цих фарб.

## Історичні відомості

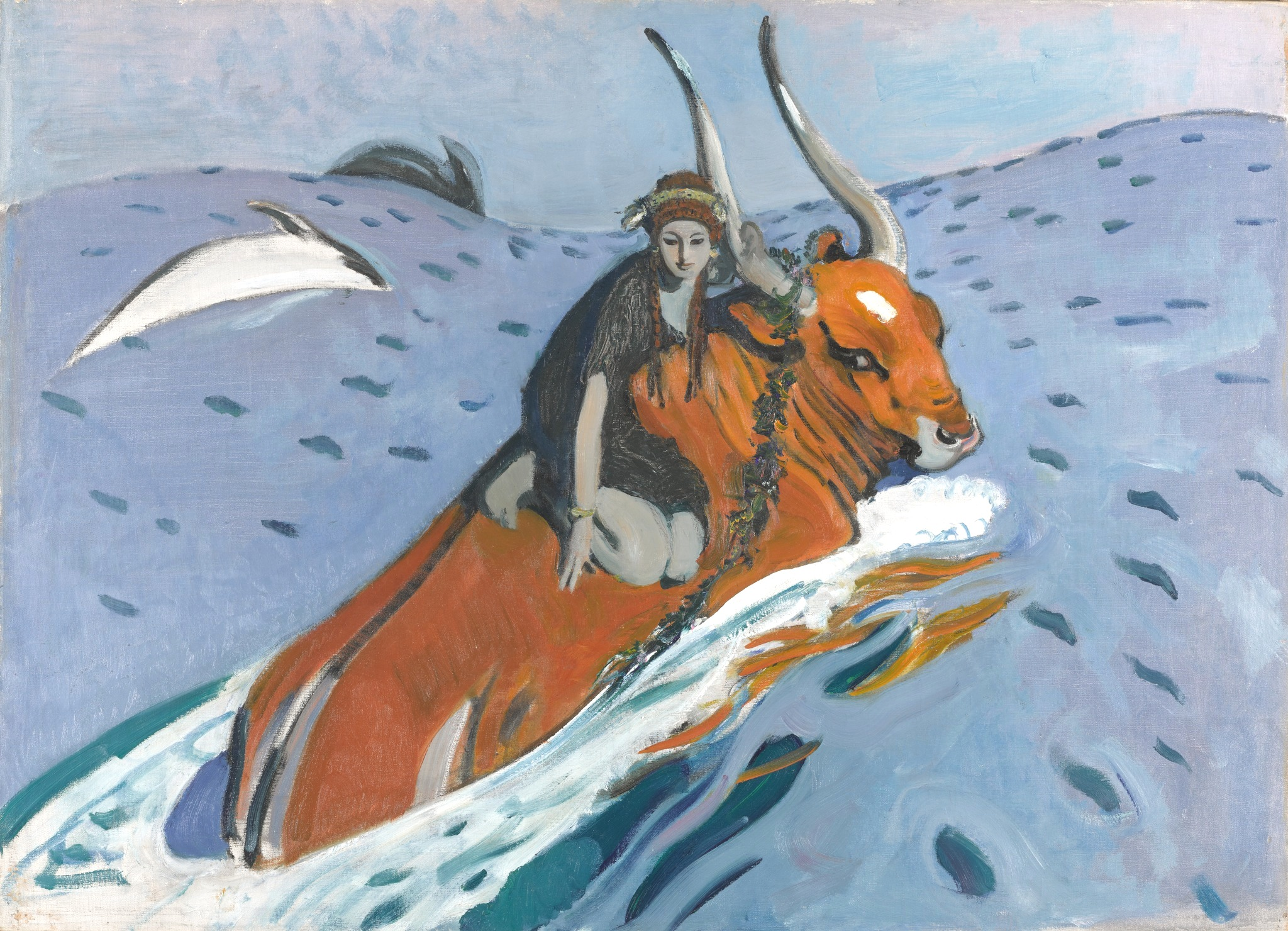
Валентин Сєров. Викрадення Європи. Варіанти темперою, гуашами, їх комбінацією.

Виникнення назви «гуаш» пов'язують з Францією кінця XVIII століття, хоча техніка створення цієї фарби значно старіша — вона використовувалася вже в XVI столітті в Європі.
Водорозчинні фарби відомі з Середньовіччя. Ще тоді їх використовували для створення мініатюр в рукописах.
В добу Відродження художники застосовували техніку гуаші для ескізів, картонів та інших підготовчих робіт, а також для портретних мініатюр.
Серед художників, що використовували гуаш:
- середньовічні мініатюристи
- Вінсент ван Гог
- Валентин Сєров
- Головін Олександр Якович
- Бенуа Олександр Миколайович

## Застосування

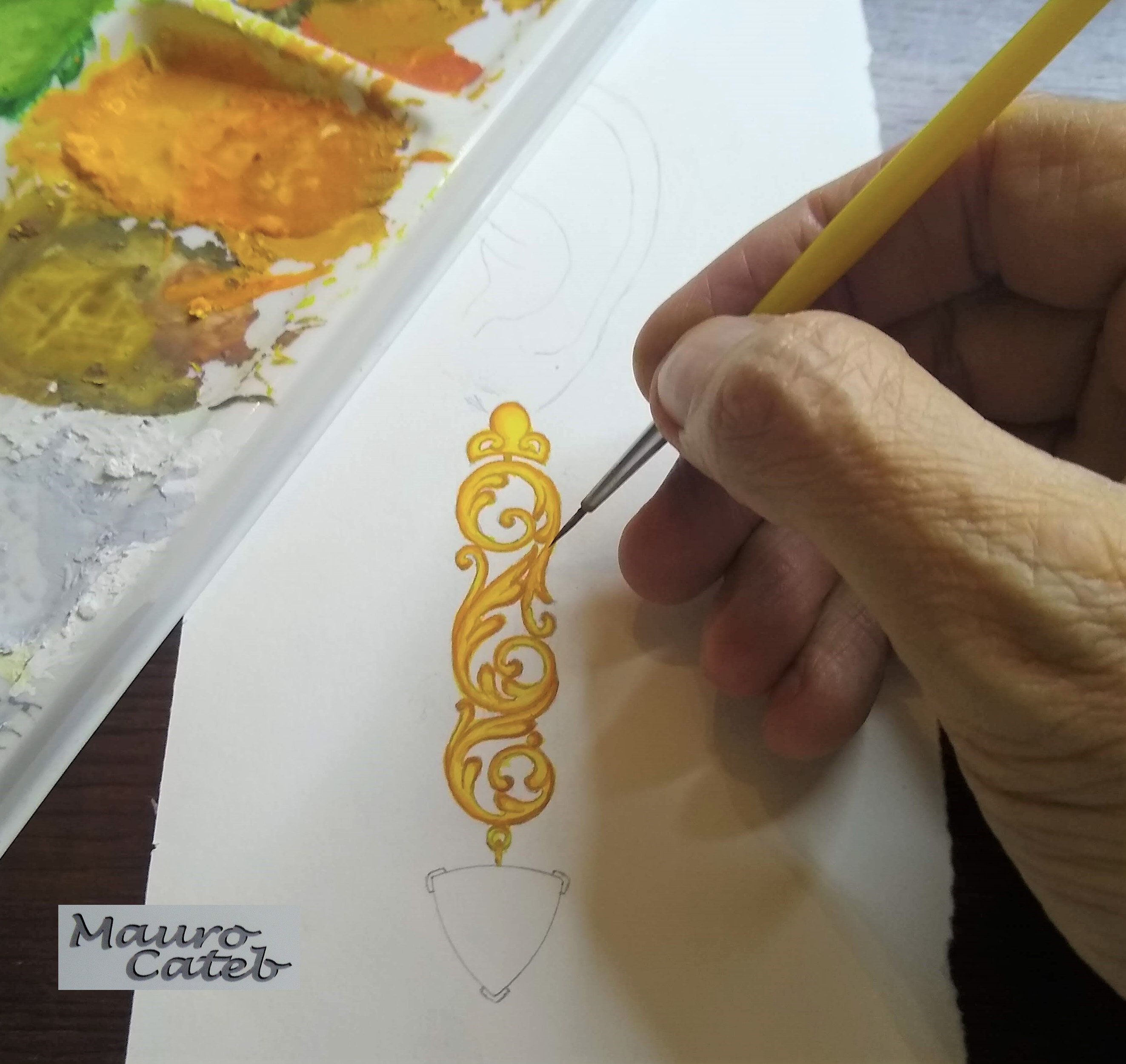
Малювання ескізу гуашшю

Гуашшю можна малювати на різних поверхнях: папері, ґрунтованому полотні, тканині, картоні, фанері. Гуаш широко застосовується в декоративному живописі, при виконанні різних ескізів і кольорових начерків. Головні переваги гуаші над іншими видами фарб полягають у тому, що гуаш швидко висихає і непрозора, а тому пізніші мазки нею перекривають раніші. Це дозволяє легко вносити зміни в малюнок. Гуаш просто змішувати, в наборах завжди присутня біла фарба для створення світлих кольорів. Також гуаш майже не має запаху. Шар гуаші середньої товщини сохне від 30 хвилин до 3 годин, залежно від вологості середовища.
Недоліки гуаші полягають у тому, що бувши нанесеною товстим шаром, вона розтріскується; пензлі потрібно ретельно відмивати; необхідно заздалегідь продумати густоту фарби та тип пензлів, інакше фарба лягатиме нерівно. Крім того після висихання фарба світлішає.
Пензлі для малювання гуашшю виготовляються зі щетини чи ворсу тварин. Загалом пензлі для гуаші, акварелі та олійних фарб взаємозамінні. Поверхня для малювання повинна вбирати воду, щоб фарба закріплювалася на ній.
Гуаш дозволяє користуватися різноманітними прийомами малювання: класти мазки чи точки, комбінувати тонкий і товстий мазок.

## Склад
Як і акварель, гуаш складається з пігменту та гуміарабіку (водорозчинної сполучної речовини). Але на відміну від акварелі, гуаш містить крейду, каолін, тальк або цинкові білила, що надає їй непрозорості та матовості. Гуаш перед малюванням розбавляється водою чи рідким клеєм. Щоб фарба не висихала надто швидко, в неї додаються акрил, мед або крохмаль.
Так звана акрилова гуаш містить акрил замість гуміарабіку. Вона зберігає водорозчинність у рідкому стані, але після висихання втрачає цю властивість. Завдяки добавкам, стає матовою, на відміну від звичайної акрилової фарби.

## Різновиди гуашних фарб
- Художня

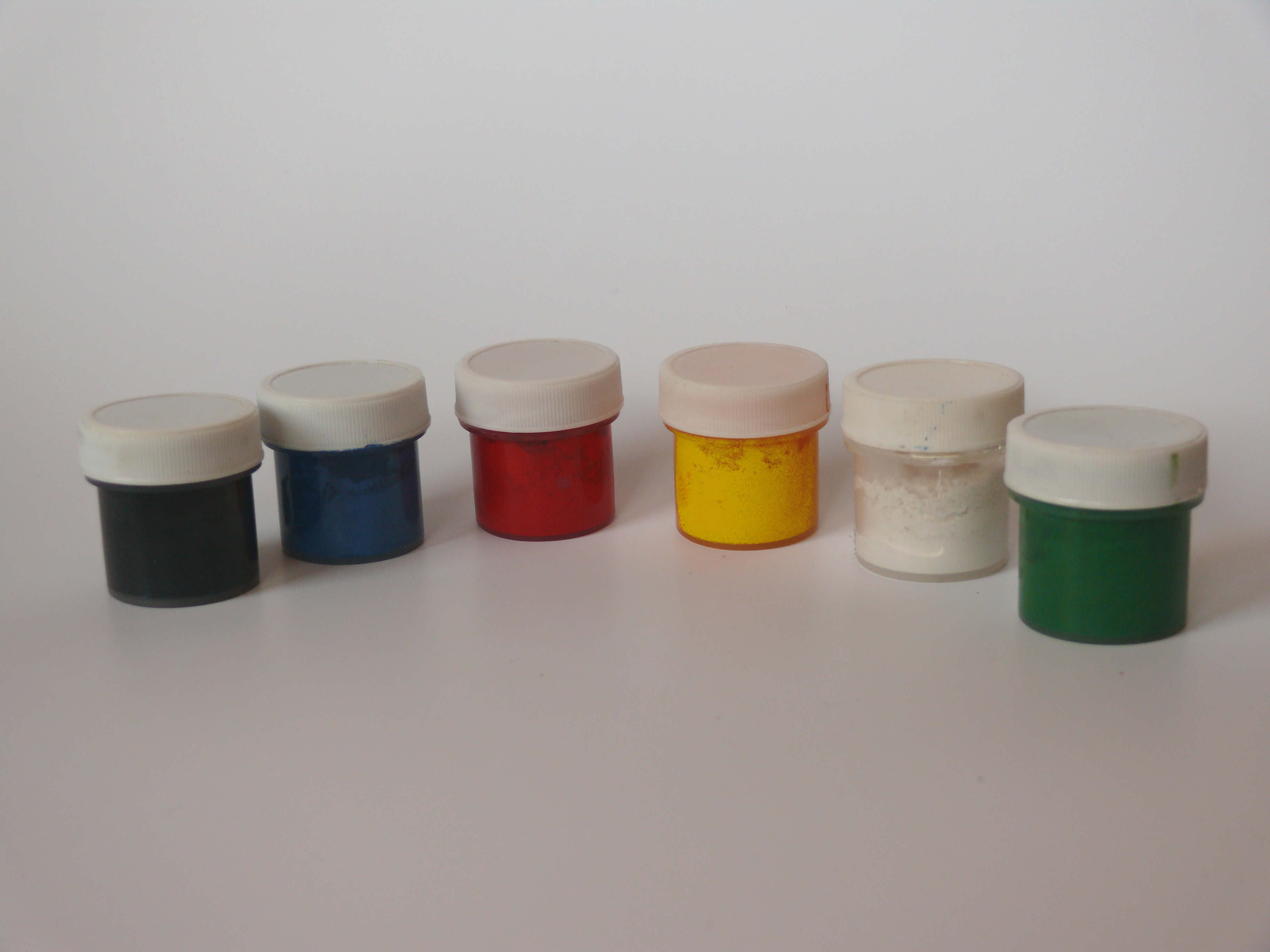
Шкільний набір гуаші

Художня гуаш має як домішки цинкові білила, тому має менші покривні властивості й не така яскрава після висихання.
- Плакатна

Плакатна гуаш відрізняється від художньої більшою покривальною здатністю і колірною насиченістю, що досягається заміною цинкових білил каоліном, менше розбілюють фарбу, і роблять її щільнішою, насиченою і звучною.
- Флуоресцентна

Для декоративних робіт і оформлення вистав випускаються флуоресціюючі гуашні фарби. Ці фарби мають здатність флуоресціювати під дією ультрафіолетових і видимих фіолетових, синіх і зелених променів. Флуоресцентна гуаш має властивість при опроміненні посилювати свою яскравість, що використовується при декораційних ефектах в темряві. Гуашні флуоресцентні фарби розбавляють водою. Ці фарби мають низьку покривну здатність, тому рекомендується наносити їх на білу підкладку — білий ґрунт, папір тощо, що робить їх яскравішими, при цьому фарби слід наносити тонким шаром. Флуоресцентна гуаш не водостійка, тому застосовувати її поза приміщеннями не рекомендується.

## Гуашеві твори
Вікісховище має мультимедійні дані за темою: Гуаш

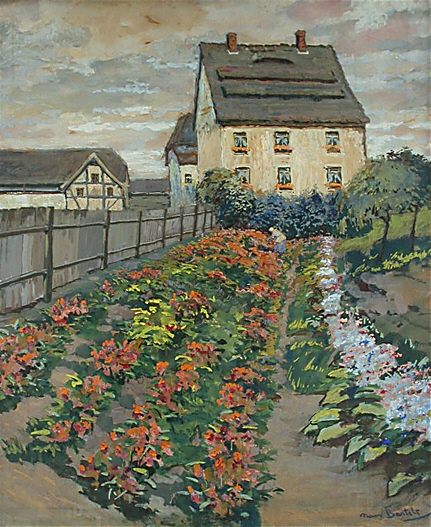
Ганс фон Бартельс. «Квіти в саду»
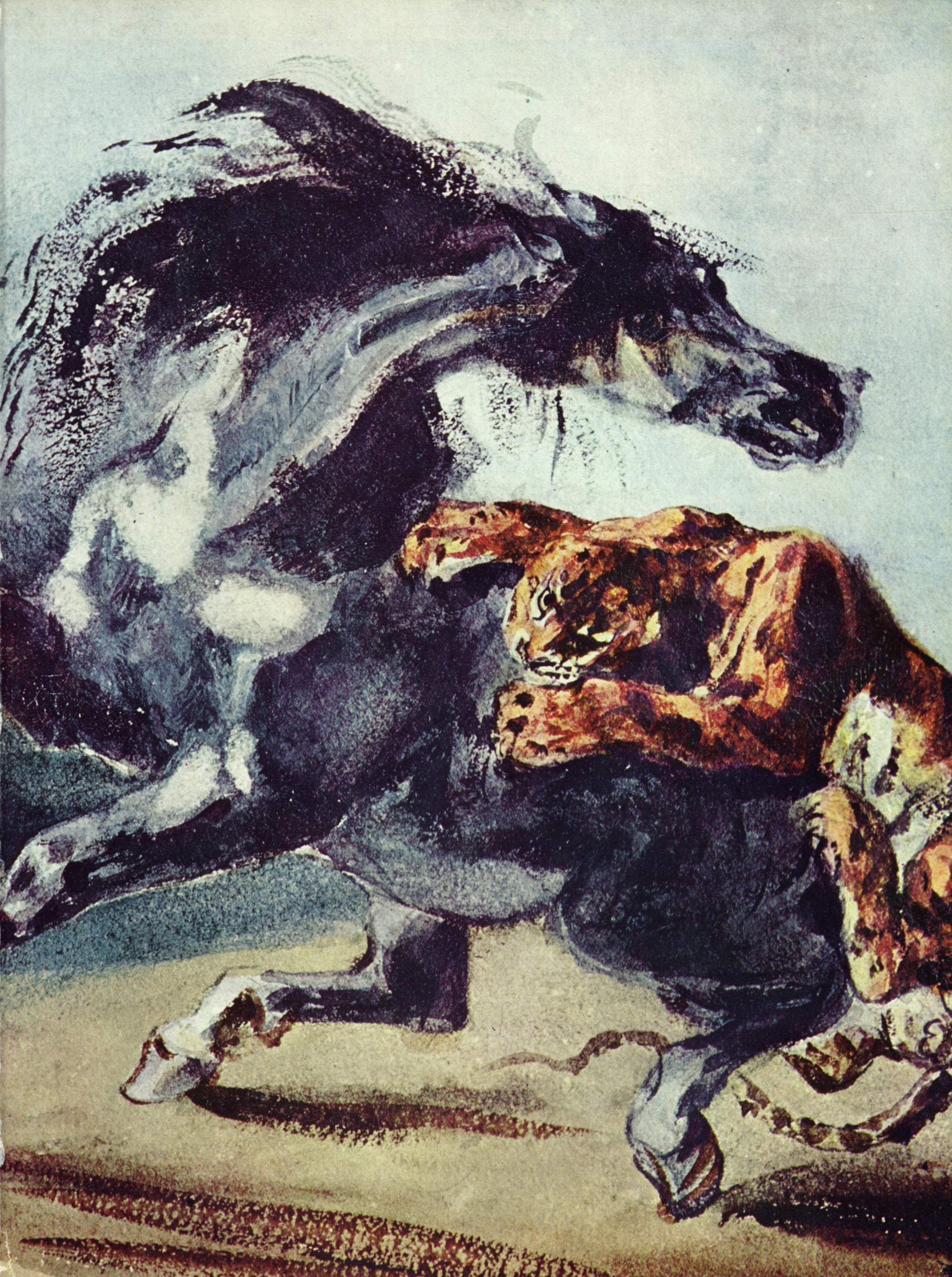
Ежен Делакруа. «Кінь і тигр нападник»
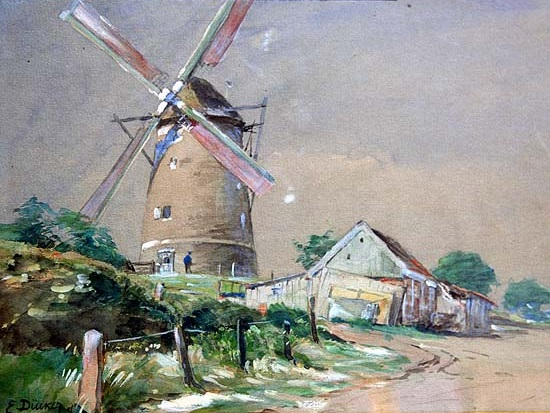
Ойген Дукер, «Краєвид з вітряками»
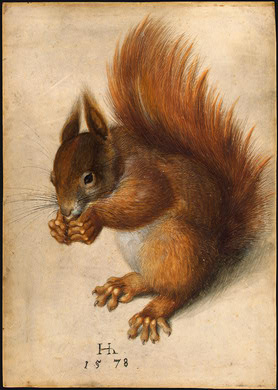
Ганс Гофман. «Руда білка»
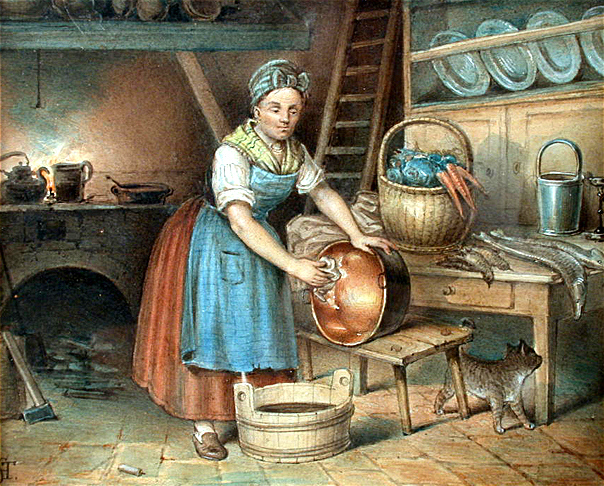
Йоган Стурмер, «Кухарка на кухні чистить чайник»
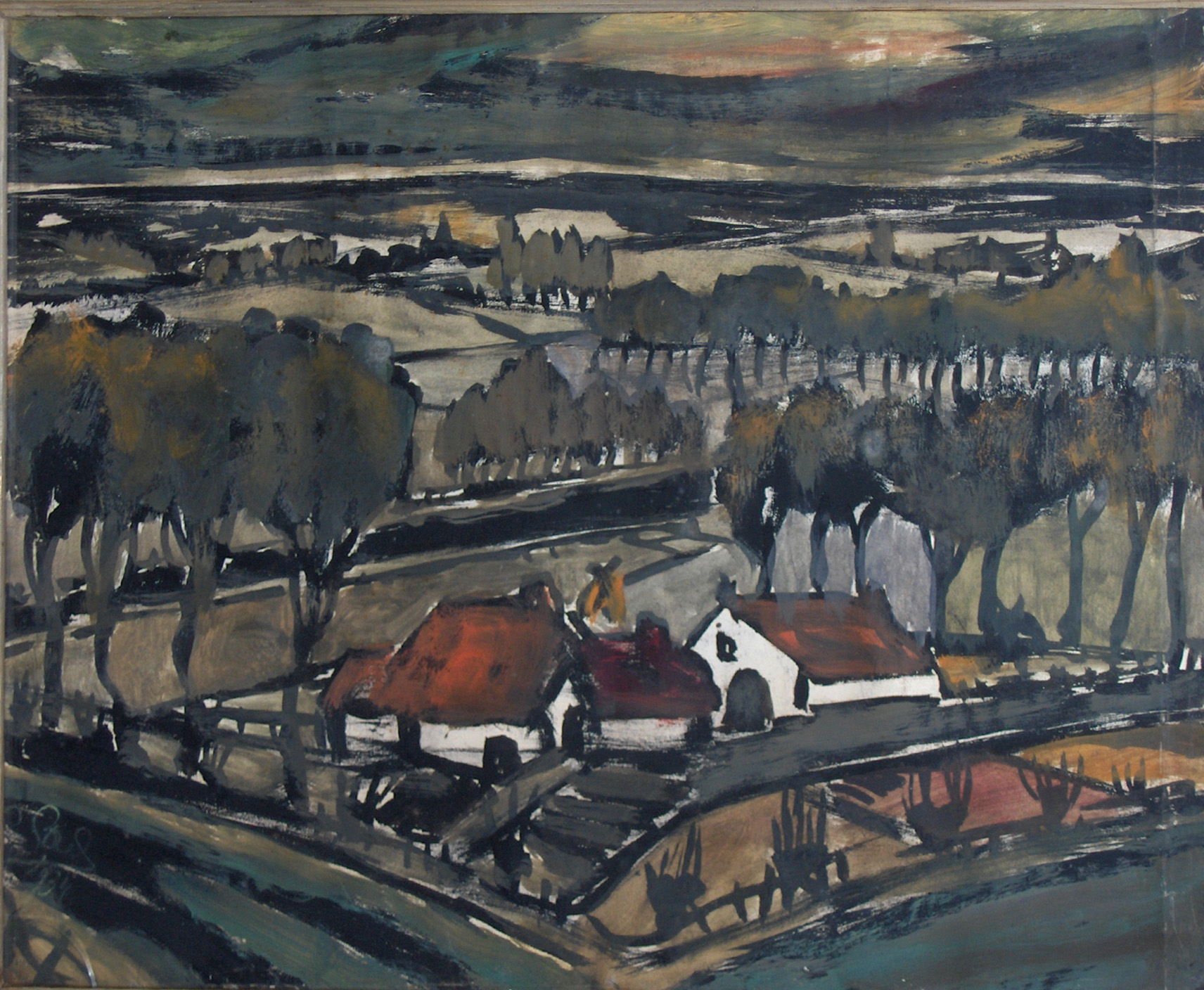
Густав Солер, Бельгія. «Панорамний пейзаж»